# Pál Bakó
Pál Bakó, född den 8 juni 1946 i Budapest, Ungern, är en ungersk idrottare inom modern femkamp.
Han tog OS-silver i lagtävlingen i samband med de olympiska tävlingarna i modern femkamp 1972 i München.